# Hologaster kabateki
Hologaster kabateki là một loài bọ cánh cứng trong họ Cerambycidae.